# Reithrodontomys humulis
Reithrodontomys humulis — вид гризунів родини Cricetidae. Це ендемік південно-східної частини США. Його природні середовища існування — це субтропічні або тропічні сезонно вологі або затоплені низинні луки, болота та пасовища.

## Морфологічна характеристика
Характеризується коричневим хутром зверху, а нижня частина живота і черевна сторона хвоста мають світліший колір, ніж решта тіла. Нижня частина живота має сірий колір, який може мати червоний відтінок. Хвіст двоколірний з темно-коричневим забарвленням на спині та біло-сірим забарвленням на череві. Самиці важать більше самців, причому збільшення ваги узгоджується з розмноженням. Їхня довжина коливається від 107 до 128 міліметрів.

## Спосіб життя
Веде переважно нічний спосіб життя і має середню тривалість життя 9,5 тижнів. Дієта маловідома. Вважається, що в дикій природі ці миші харчуються виключно насінням, бур'янами і дрібними комахами.

## Розмноження
R. humulis спаровується навесні та восени. Самці завжди готові до спаровування, а самки не спаровуються протягом літнього періоду. Період вагітності для вагітних самиць становить ~ 21 день, і їм потрібно лише 24 дні, щоб знову почати відтворення. Розмір виводку зазвичай становить від двох до чотирьох нащадків, однак, він може коливатися від одного до восьми нащадків. Молодняк покине матір через 30 днів. При народженні дитинчата важать 1,2 г і мають закриті очі протягом перших 7–10 днів.